# Paissy
Paissy település Franciaországban, Aisne megyében. Lakosainak száma 79 fő (2022. január 1.). Paissy Bourg-et-Comin, Cerny-en-Laonnois, Chermizy-Ailles, Cuissy-et-Geny, Moulins, Oulches-la-Vallée-Foulon, Vassogne és Vendresse-Beaulne községekkel határos.

## Népesség
A település népességének változása:
| Lakosok száma | 114  | 73   | 66   | 70   | 66   | 68   | 75   | 76   | 77   | 79   |
|               | 1968 | 1982 | 1990 | 2006 | 2013 | 2015 | 2017 | 2019 | 2020 | 2022 |